# Friedrich Siegmund von Meyer
Friedrich Siegmund von Meyer (* 6. Juli 1775 in Marburg; † 29. Dezember 1829 in Kassel) war ein deutscher Beamter und kurhessischer Finanzminister.

## Leben
Von Meyer war ein Beamter im Kurfürstentum Hessen. Dort war er seit 1814 Direktor der Berg- und Salzwerksdirektion, von 1821 bis 1829 Präsident der Generalkontrolle und 1826 bis 1829 gleichzeitig Finanzminister.
Er war mit Charlotte Friederike von Schmerfeld (1776–1855) verheiratet, der Tochter des kurhessischen Regierungsdirektors Johann Daniel von Schmerfeld. Aus der Ehe ging der Sohn Siegmund von Meyer hervor, der ebenfalls kurhessischer Minister wurde.